# فلورال (آرکانزاس)
فلورال (به انگلیسی: Floral) یک منطقهٔ مسکونی در ایالات متحده آمریکا است که در شهرستان ایندیپندنس، آرکانزاس واقع شده‌است. فلورال ۲۳۵٫۰ متر بالاتر از سطح دریا واقع شده‌است.